# Наум (Димовский)
Наум (макед. Наум, в миру Томо Димовский, макед. Томо Димовски; 1912, Битола, Османская империя — 27 ноября 1977, Штип, Союзная Республика Македония) — епископ Македонской православной церкви, митрополит  Злетовский и Стумичский. До 1967 года был епископом Сербской православной церкви.

## Биография
Родился в Битоле, но его родители происходили из села Бистрица (Битола). Окончил духовную семинарию в Битоле.
В 1930 году был рукоположен в сан диакона, а немного позднее, в том же году — в сан священника. Служил приходским священником и позднее был возведён в сан протосинкелла, а 12 октября 1958 года — возведён в архимандриты.
4 октября 1958 года на Втором церковно-народном соборе в Охриде, проходившем без благословения священноначалия Сербской ПЦ, но при активной поддержке македонских властей, протосинкелл Наум был избран «епископом Злетовским и Струмичским». 26 июля 1959 года в Штипе, уже с согласия Сербского патриархата, его епископскую хиротонию совершили архиепископ Охридский и Македонский Досифей (Стойковский) и епископ Преспинский и Битольский Климент (Трайковский). Вместе с этими архиереями он формирует Архиерейский Синод МПЦ.
Был участником третьего церковно-народного собора в Охриде, проходившего с 17 по 19 июля 1967 года, на котором была провозглашена автокефалия Македонской православной церкви. Тогда же решением Синода Македонской Православной Церкви был возведён в сан митрополита.
19 март 1968 года Архиерейский синод Сербской православной церкви обвинил владыку Наума в «создании раскольнической организации в православной церкви в Македонии».
24 июня 1977 года митрополит Наум ушёл на покой, а немного позднее, 27 ноября 1977 года, он умер в городе Штип.